# De Vlaren
De Vlaren of Vlaren (Fries: de Flearen of de Vlaeren) is een polder, terp en voormalige buurtschap in de Nederlandse gemeente Waadhoeke in de provincie Friesland. De Vlaren lag tussen Lollum en Tzum aan de huidige Lollumerweg in het dorpsgebied van Tzum.

## Geschiedenis
De plaats werd al vermeld als Flaeren in 1511 en de Flaeren  in 1640 en 1664. In de 18e en 19e eeuw worden de huisnamen Vla(a)ren en Klein Vla(a)ren onderscheiden, later werden dit Grutte (Grote) Fle(a)ren en Lytse (Kleine) Fle(a)ren. De schrijfwijze De Vlaren komt voor vanaf 1883. Mogelijk werd Grote Vlaren als Sidlum aangeduid en Kleine Vlaren als Sikkingaburen.
De plaatsnaam zou verwijzen naar een moerassig laag land (fladder). Een relatie met de plant vlier wordt minder waarschijnlijk geacht. Vlaren werd als naam vaker gebruikt in Friesland.
In 1983 werd er een Romeins beeldje van de god Mercurius gevonden in de Grote Vlaren. Het beeldje zou uit de periode 175 en 225 jaar na het begin van de christelijke jaartelling komen.
In de 70 hectare grote polder stonden enkele poldermolens van het type spinnenkop. De molen Polder Vlaren stond bij Tolsum en even ten westen van Vlaren lag de molen Polder 2. Beide molens werden voor 1832 gebouwd. De Polder 2 werd rond 1906 afgebroken nadat in de polder een stoomgemaal werd gebouwd.
Steden, dorpen en gehuchten: Achlum · Baijum · Beetgum · Beetgumermolen · Berlikum · Blessum · Boer · Boksum · Deinum · Dongjum · Dronrijp · Engelum · Firdgum · Franeker · Herbaijum · Hitzum · Klooster-Lidlum · Marssum · Menaldum · Minnertsga · Nij Altoenae · Oosterbierum · Oude Leije (klein deel) · Oudebildtzijl · Peins · Pietersbierum · Ried · Ritsumazijl · Schalsum · Schingen · Sexbierum · Sint Annaparochie · Sint Jacobiparochie · Slappeterp · Spannum · Tzum · Tzummarum · Vrouwenparochie · Welsrijp · Westhoek · Wier · Winsum · Zweins

Buurtschappen: Arkens · Bonkwerd · De Vlaren · Dijkshoek · Doijum · Fatum · Hatsum · Het Hooghout · Kie · Kiesterzijl · Kingmatille · Klooster Anjum · Koehool · Laakwerd · Lutjelollum · Miedum · Nieuwebildtzijl · Oosterend · Oosthoek · Rewerd (deels) · Roptazijl (deels) · Salverd · Schildum · Sopsum · Stad Niks · Tolsum · Tritzum · Tjeppenboer · Vrouwbuurtstermolen (deels) ·  Weakens · Westerend · Zwarte Haan

Voormalige buurtschappen:Barrum · De Kampen · De Poelen · Dijksterhuizen · Franjumerburen · Holprijp · Koum · Langwerd · Teetlum · Memerd · War 

Friesland: Steden en dorpen      Nederland: Provincies · Gemeenten